# Veltheim (Ohe)

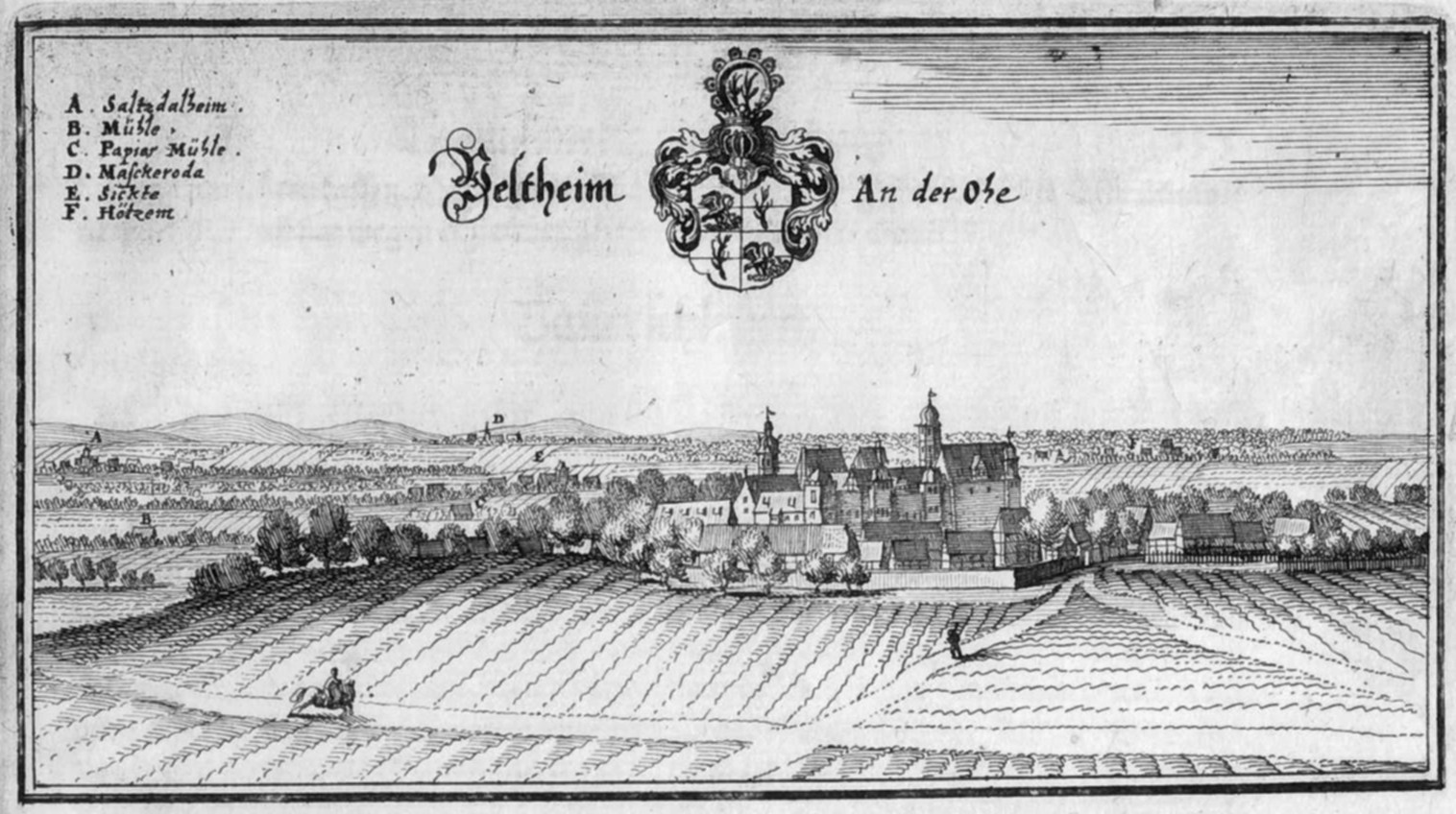
Veltheim um 1654/1658, Stich von Matthäus Merian

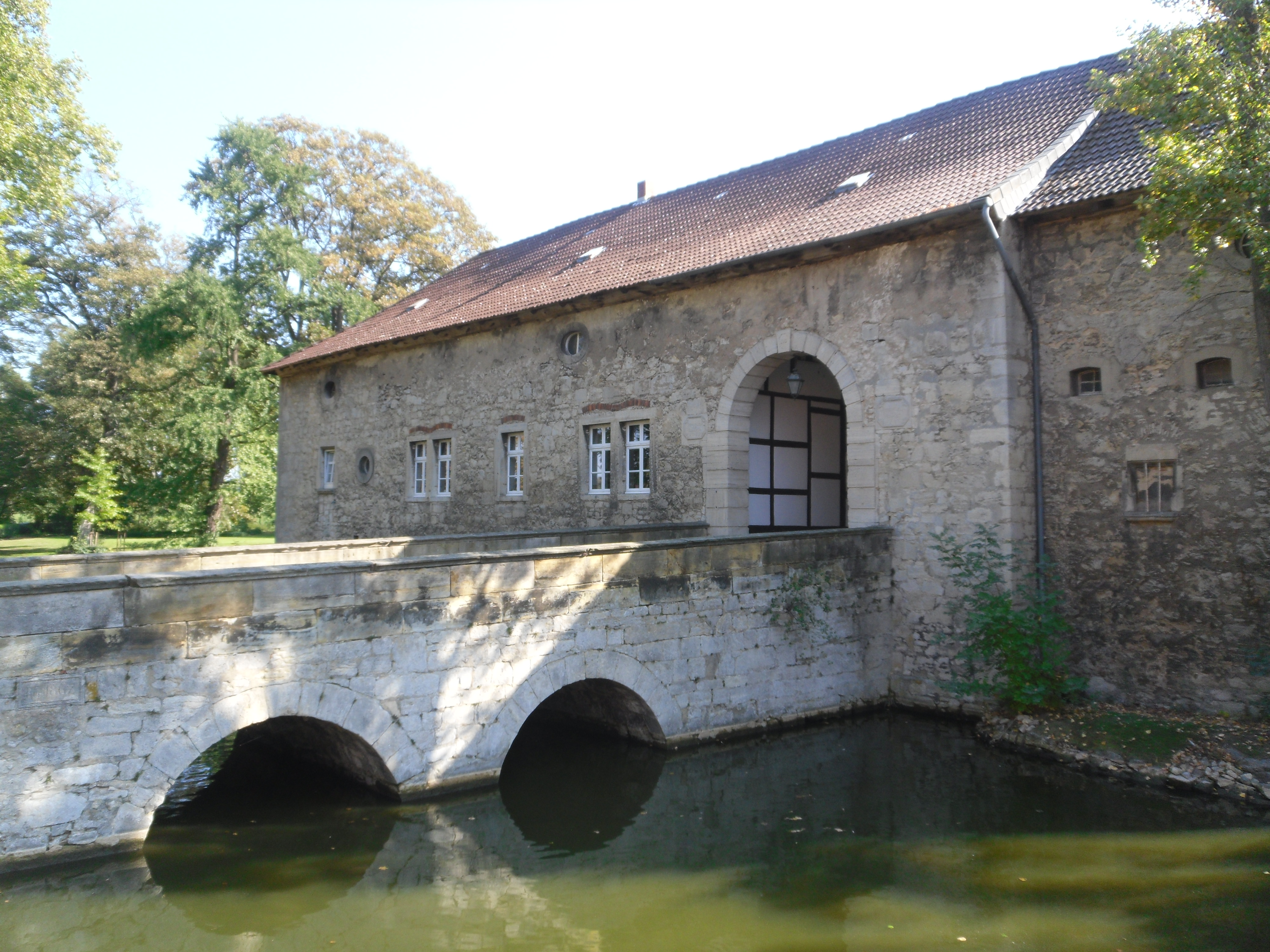
Torhaus von Schloss Veltheim

Veltheim (Ohe) [fɛlt.haɪ̯m (oː(ʰ)ə)] ist eine Gemeinde im Landkreis Wolfenbüttel in Niedersachsen. Zur Gemeinde gehört neben dem Kernort Veltheim noch der Ortsteil Klein Veltheim. Die Gemeinde Veltheim ist Mitgliedsgemeinde der Samtgemeinde Sickte.

## Geografie
Veltheim liegt an den westlichen Ausläufern des Elms im fruchtbaren Lössgebiet des Ostbraunschweigischen Hügellands. Aus dem Elmrand fließen mehrere Bäche zusammen, wovon einer die Ohe ist. Namensgleich ist das nördlich von Klein Veltheim gelegene Waldgebiet, das sich östlich an den Veltheimer Forst anschließt.
Der Ort liegt heute abseits der Verbindungsstraße zwischen Sickte und Lucklum, der Landesstraße L 625, die südlich der Wabe verläuft. Die Wabe hat in früheren Zeiten mehrere Mühlen angetrieben.
Der höchste Punkt der Gemeinde liegt östlich von Veltheim beim ehemaligen Kalkwerk auf einer Höhe von 168 m ü. NHN, die höchste Einzelerhebung ist der 163 m hohe Galgenberg südöstlich der Ortschaft.

## Geschichte
Der Dorfname Veltheim, früher auch Veltem oder Veltum, bedeutet Heim auf dem Felde. Es gibt aber auch Hinweise darauf, dass das Wolfenbütteler Veltheim aus der fränkischen Zeit zwischen 500 und 900 nach Christus stammt, als die Franken bei der Christianisierung an strategisch günstigen Punkten Kirchdörfer anlegten.
Schloss und Gutshof
Die heutigen Besitzer des Gutes, die Familie von Veltheim, werden 1160 erstmals urkundlich erwähnt. Sie erbauten die Wasserburg Veltheim, die später zum Schloss Veltheim umgestaltet wurde. Um 1494 wurde die zerstörte Burg an die Familie von Honrodt verkauft. 1537 wurde Ernst von Honrodt vom Braunschweiger Herzog Heinrich der Jüngere mit der Burg, dem Gericht, dem Kirchenpatronat und den Waldungen belehnt. Er gestaltete die Wasserburg 1555 in ein Schloss um. 1832 erwarb die Familie Veltheim ihr Stammgut zurück. Heute ist der Landwirt und Gutsbesitzer Alexander von Veltheim Bürgermeister der Gemeinde. Die Familie Veltheim verfügt seit über 400 Jahren über das Kirchenpatronat in Veltheim.
Auf dem Weg zur Burg liegt der Cunterkamp. Auf einer Grabplatte in der Kirche wird an den Tod der Junker Hans und Christoph von Honrodt anno 1531 am Tage der Himmelfahrt erinnert. Diese sollen sich um ein Bauernmädchen gestritten haben, bis beide in ihrem Blute liegen blieben. Auch die wuchtigen Mauern der Veltheimer Wasserburg sind der Anlass zahlreicher Sagen, in denen von „bösen Geistern“ die Rede ist.

## Religion
Die historische Kirche St. Remigius befindet sich an der Kirchstraße, ihre Kirchengemeinde gehört zur evangelisch-lutherischen Propstei Königslutter.
Die katholische Kirche Heilig Kreuz befindet sich am Wasserweg, sie wurde 1949 von Josef Fehlig erbaut und ist heute im Bistum Hildesheim die älteste Nachkriegskirche, die noch in Betrieb ist. Ihre Pfarrgemeinde, die seit 2006 auch die katholische Kirche in Weddel umfasst, gehört zum Dekanat Braunschweig.

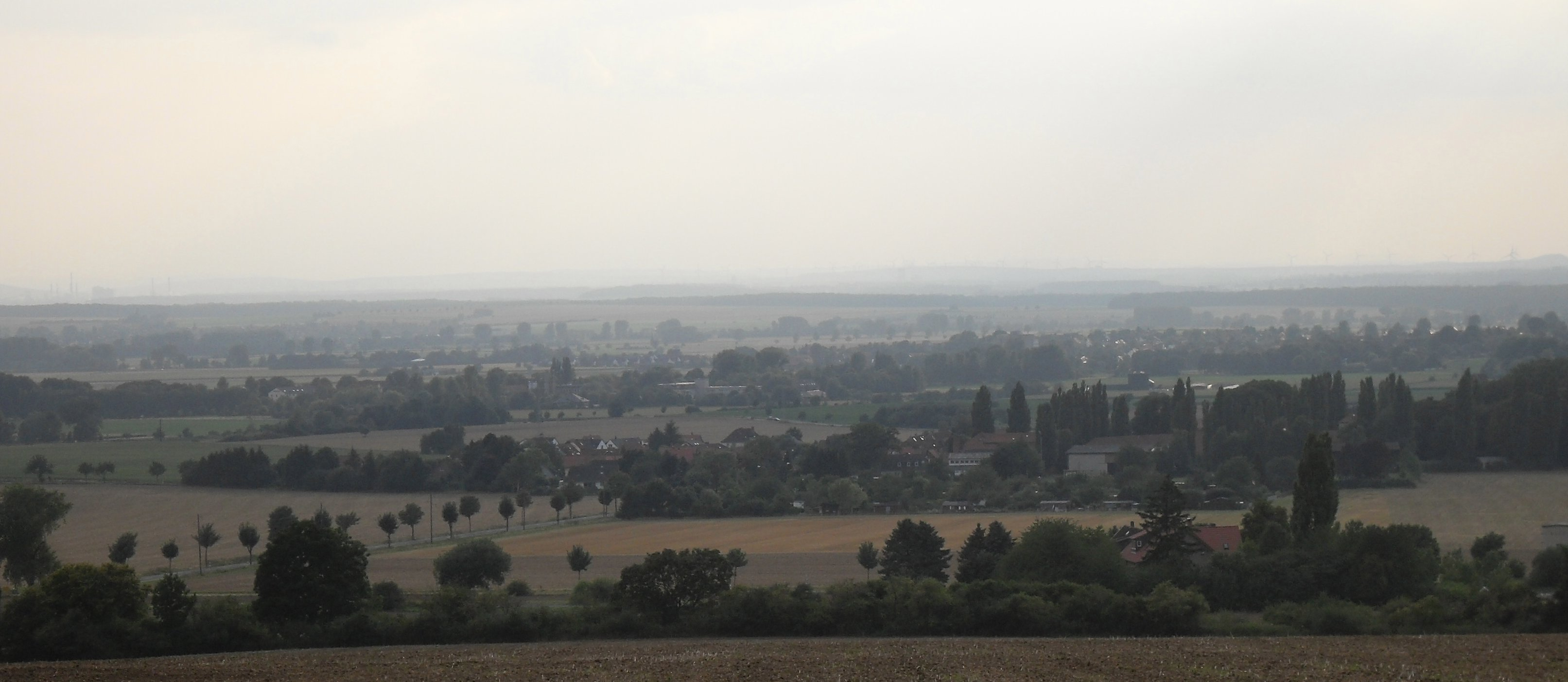
Blick auf Veltheim (Ohe) aus östlicher Richtung
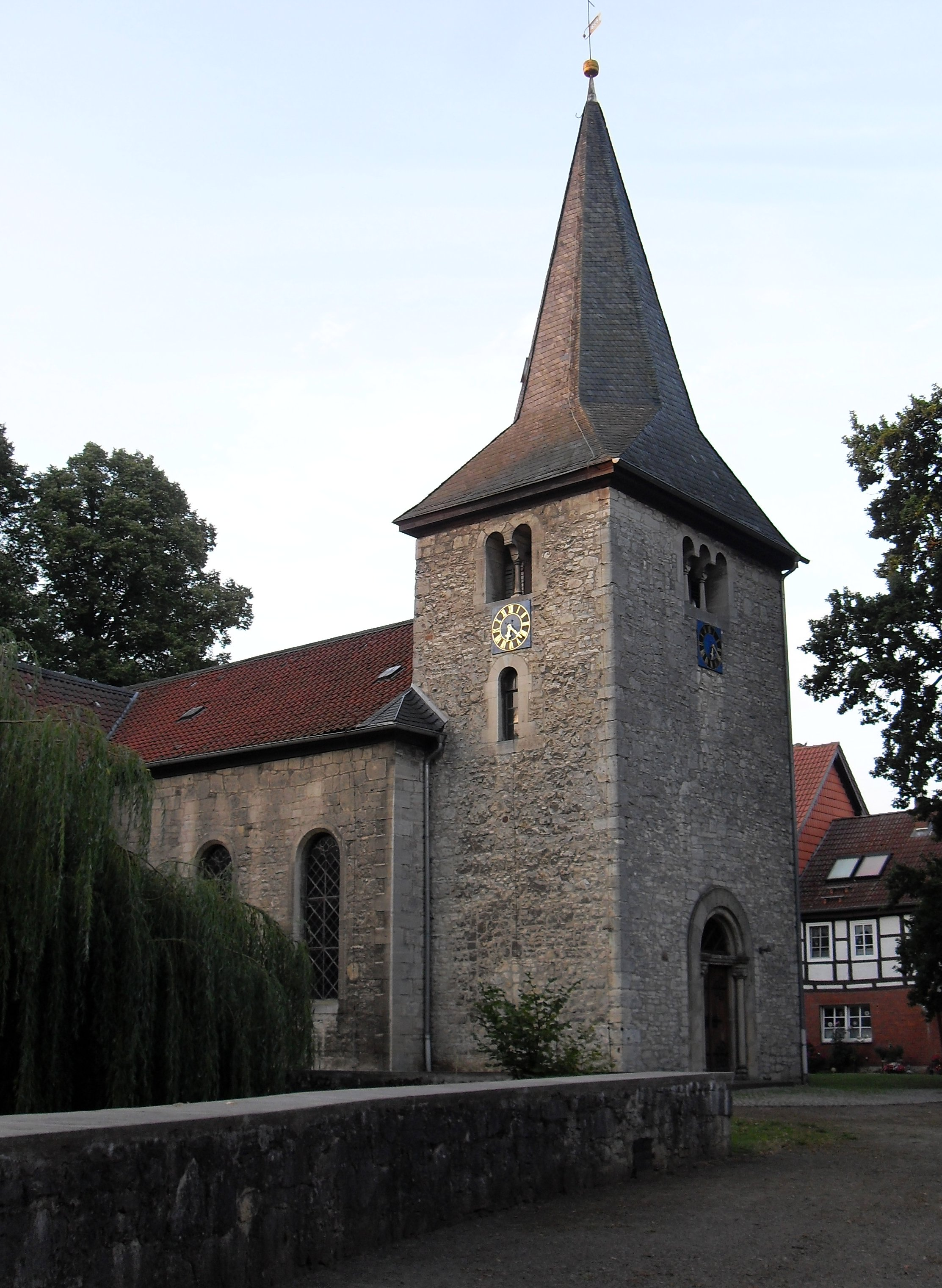
Evangelische Dorfkirche
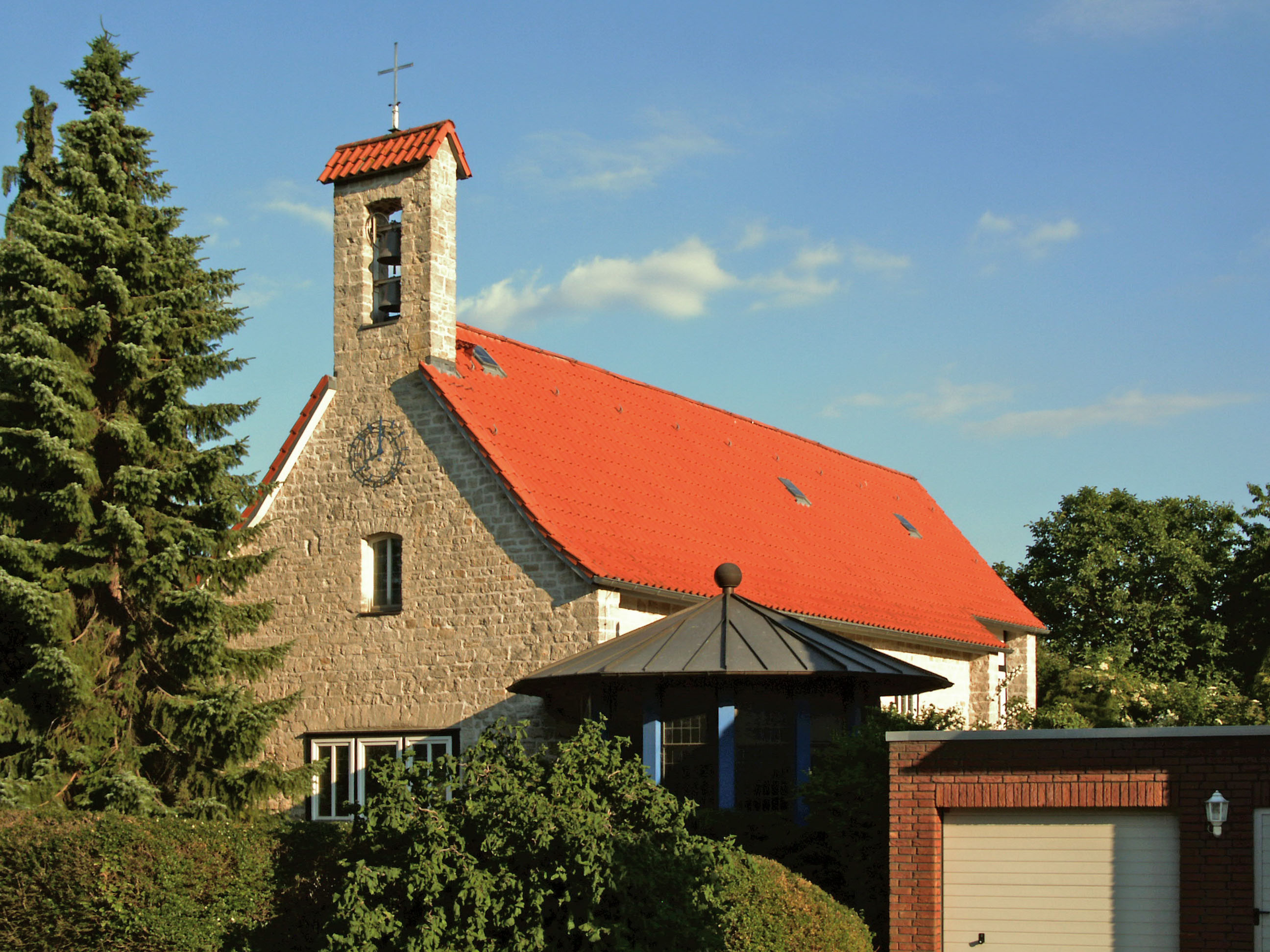
Katholische Kirche

## Politik

### Rat
Der Rat der Gemeinde Veltheim setzt sich aus neun Mitgliedern zusammen. Die Ratsmitglieder werden durch eine Kommunalwahl für jeweils fünf Jahre gewählt.
Bei der Kommunalwahl 2021 ergab sich folgende Sitzverteilung:

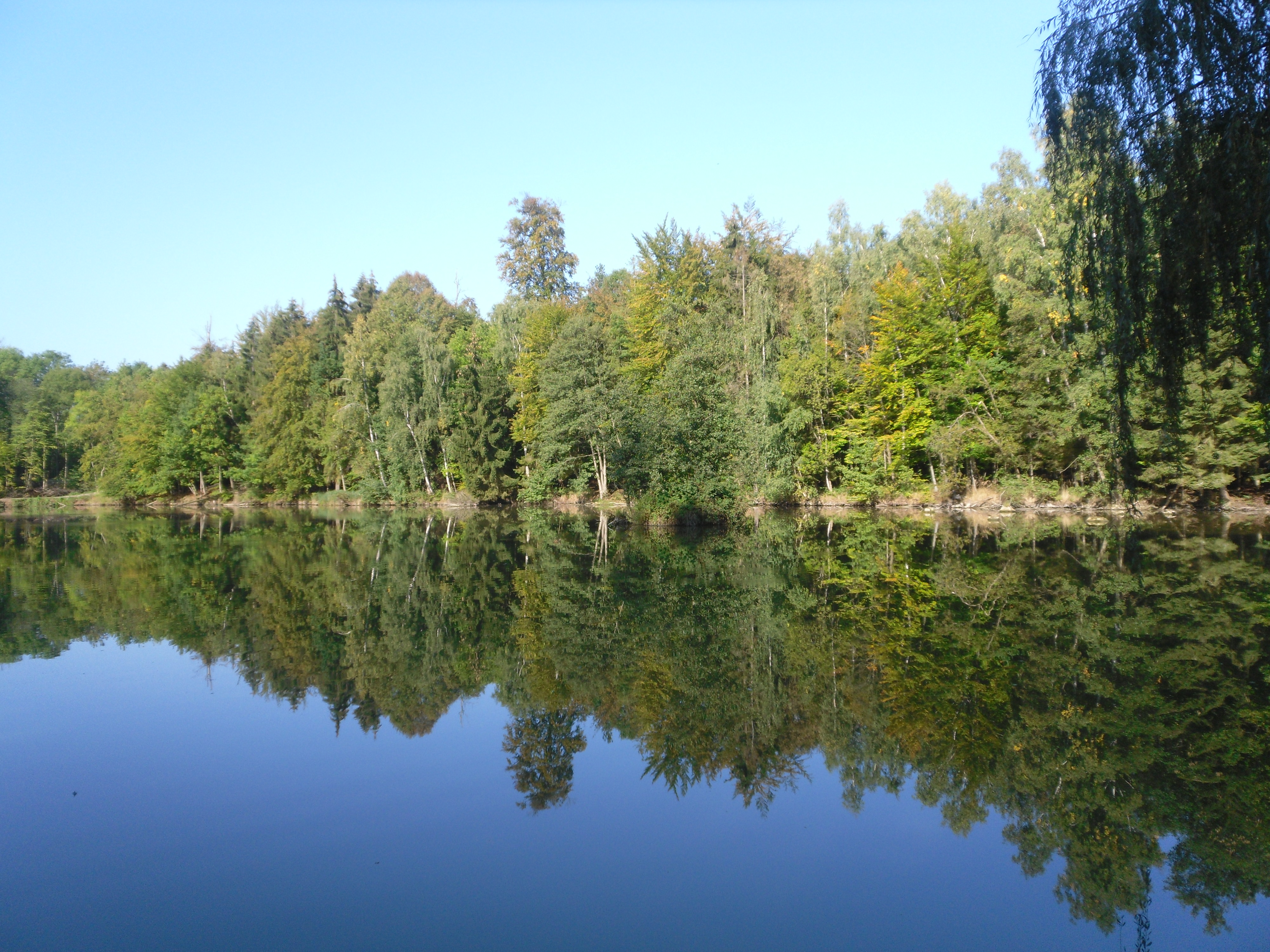
Der Veronikasee

| Gemeinderat 2021Insgesamt 9 Sitze - SPD: 2 - Grüne: 2 - CDU: 5 | Ratswahl 2021Wahlbeteiligung: 76,69 % 6050403020100 51,00 %21,84 %21,04 %6,12 % CDUGrüneSPDFDP |

### Bürgermeister
Ehrenamtlicher Bürgermeister der Gemeinde Veltheim (Ohe) ist Alexander von Veltheim (CDU).

### Wappen
| | Blasonierung: „In Grün ein gezinnter silberner Turm belegt mit einem gestümmelten grünen Aststück mit zwei Blättern.“ |
| Wappenbegründung: Der Zinnenturm vertritt die Wasserburg, deren bauliche Anfänge bis in das 12. Jahrhundert zurückreichen. Das beblätterte Aststück hat eine doppelte Bedeutung. Zum einen repräsentiert es die Ohe, eine noch weitgehend intakten Waldbestand, den die Gemeinde zur Unterscheidung von gleichnamigen Orten auch im Namen führt. Zum anderen hat es ebenfalls eine Beziehung zur Wasserburg und dem dort jahrhundertelang und noch heute ansässigen Geschlecht von Veltheim, das sich nach dem Ort benannte und in dessen mehrfeldrigem Wappen ein rotes Aststück mit zwei Blättern enthalten ist. Als Farben wurden die in Veltheim populären Grün-Silber gewählt, die überdies abermals auf die Ohe, auf die Landwirtschaft sowie auf das die Burg umgebende Wasser und den mit dem Wald gleichnamigen Wasserlauf Ohe verweisen. Das Wappen wurde von Arnold Rabbow gestaltet und am 15. Januar 1998 vom Gemeinderat einhellig angenommen. | |

## Kultur und Sehenswürdigkeiten
- Eine Besonderheit Veltheims sind die beiden Erdfälle in der Feldmark, in denen sich Quellteiche gebildet haben. Ein Erdfall bildete sich am 7. September 1949. Einer Sage zufolge soll Napoleon an der historischen Straße zwischen Braunschweig und Magdeburg oder am Verlauf des Ohe-Baches einen Goldschatz versteckt haben.
- Der Veronikasee liegt etwas nördlich von Veltheim (Ohe) im Wald Ohe. Er wurde 1972 durch die Aufstauung des Bachs Ohe gebildet und ist knapp zwei Hektar groß. Am westlichen Rand des Sees liegt der ehemalige Mühlteich der Veltheimer Mühle.

## Persönlichkeiten
- Wilhelm Hille (1803–1880), deutscher lutherischer Theologe und Abt von Amelungsborn